# Pseudechiniscus spinerectus
Espèce
Pseudechiniscus spinerectus est une espèce de tardigrades de la famille des Echiniscidae. 

## Distribution
Cette espèce est endémique d'Équateur.

## Publication originale
- Pilato, Binda, Napolitano & Moncada, 2001 : Notes on South American tardigrades with the description of two new species: Pseudechiniscus spinerectus and Macrobiotus danielae. Tropical Zoology (Florence), p. 14, no 2, p. 223-231.